# Flavivírus
Flavivírus (do latim flavus, amarelo) é um gênero de Vírus RNA de cadeia simples com sentido positivo (grupo IV), da família Flaviviridae. São transmitidos por mosquitos ou carrapatos. Além dele, o vírus da febre amarela e dengue são seus representantes mais conhecidos. Muitos flavivírus causam encefalite viral como o Vírus do Nilo Ocidental.

## Morfologia
Os Flavivírus partilham um tamanho comum (40-60 nanômetros), com envoltura simétrica, nucleocapsídeo icosaédrico e uma única fita positiva de RNA. O genoma de RNA contém aproximadamente 10,000 nucleotídeos ou 10 genes contidos em uma cadeia aberta de leitura que codifica uma poliproteína de 3391 aminoácidos (no caso da Dengue 2) que depois é clivada em três proteínas estruturais e sete proteínas não estruturais.. Dentre as arboviroses, aquelas transmitidas por mosquitos, as causadas por Flavivírus são as mais importantes causadoras de surtos ou epidemias 

## Espécies
Transmitidos por carrapatos:
- Vírus de Gadgets Gully (GGYV)
- Vírus da encefalite do carrapato (TBEV)
- Vírus de Royal Farm (RFV)
- Vírus de Powassan (POWV)

Transmitidos por mosquitos
- Vírus da dengue (DENV)
- Vírus da encefalite japonesa (JEV)
- Vírus da encefalite de Saint Louis (SLEV)
- Vírus do Nilo Ocidental (WNV)
- Vírus da febre amarela (YFV)
- Vírus do Rio Bravo (RBV)
- Vírus de Ilhéus (ILHV)
- Vírus da Zica (ZIKV)

Transmissão desconhecida:
- Complexo de Modoc
- Complexo de Entebbe

## Epidemiologia
Até o ano de 2000, eram dez as doenças causadas por flavivirus no Brasil: dengue 1, 2 e 4, Iguapé, Ilhéus, Rocio, encefalite de Saint Louis, Bussuquara, Cacipacoré e febre amarela.
A identificação e caracterização molecular do Flavivírus são importantes para detectar o vírus circulante e alertar a vigilância epidemiológica em uma região. Assim, recentemente o vírus da febre amarela vem ganhando destaque na mídia brasileira, visto que vários casos vêm sendo catalogados na região Centro-Oeste, sobretudo, causando a preocupação da população em geral e providências das autoridades responsáveis pelo combate ao vírus .

## Tratamento
Algumas complicações podem ser tratadas com ribavirina ou favipiravir(T-705 ou Avigan).